# 일본어 한자
한자(칸지)
가나
- 히라가나
  - 헨타이가나
- 가타카나
- 만요가나

사용법
- 후리가나
- 오쿠리가나

로마자 표기법(로마지)
- 헵번식
- 훈령식 (ISO)
- 일본식 (전자법)

칸지(일본어: 漢字)는 일본에서 쓰이고 있는 한자 즉, 일본어 한자(日本語漢字)를 지칭한다. 정체자를 사용하는 대한민국이나 중화민국과 달리 획수가 다소 줄어든 신자체를 사용하는데 이는 현재 중국에서 사용하는 간체자와는 차이가 있다. 표음 문자 (히라가나, 가타카나)와 더불어, 한자는 일본어의 매우 중요한 표기 수단이다. 현재 일본어의 한자는 문부과학성의 한자 제한 규칙(조요칸지 및 교육한자)에 근거하고 있다. 고전 및 서도 등의 특정 분야를 제외하고는 상용한자가 중심으로 사용된다.

## 일본어의 한자와 다른 한자와의 차이

한자의 전통적인 모양새와 간략화된 모양새

한자는 한자 문화권에 속하는 일본에서도 널리 사용되고 있으나, 실제 모양새 및 쓰임새는 인접한 다른 한자 문화권의 지역(중국, 대만, 홍콩 등의 중화권, 한국)과는 차이가 존재한다.
- 현대의 일본에서는 전통적인 한자의 자체(정체자) 및 번체자가 아닌, 신자체를 사용한다. 1946년 이전에는 구자체(정자체)의 한자가 사용되기도 하였다.
- 일본에서만 사용되는 고쿠지(国字) 또는 와지(和字) 등의 한자가 존재한다.
- 한자는 일본어의 일상적인 표기에 사용되며, 일본어의 독자적인 음 뿐만 아니라 훈으로 읽힌다. 일본어의 한자 음은, 한자가 전래되었을 당시의 중국어의 발음에 근거를 두나, 발음에 변화가 발생하여, 현재의 중국어 및 한국어의 한자 발음과 다른 발음을 가진다. 한편, 훈은 일본어에 원래 있던 어휘에 그 뜻에 해당되는 한자가 대응되는 형태이며, 한자 실제 표기에서 명사의 표기 뿐만 아니라 동사, 형용사 등의 용언 표기에도 사용된다.
- 중국어에서 모든 표기가 한자로 이루어짐에 반해, 일본어에서는 한자에 추가로 히라가나 및 가타카나의 가나 문자가 혼용되어 사용되며, 한자 표기 뒤에 활용어미, 조사의 가나 문자가 붙는 형태로 사용된다.
- 한자 표기에 관련된 부가적인 표기법 및 기호들이 존재한다.

## 일본어 표기와 한자

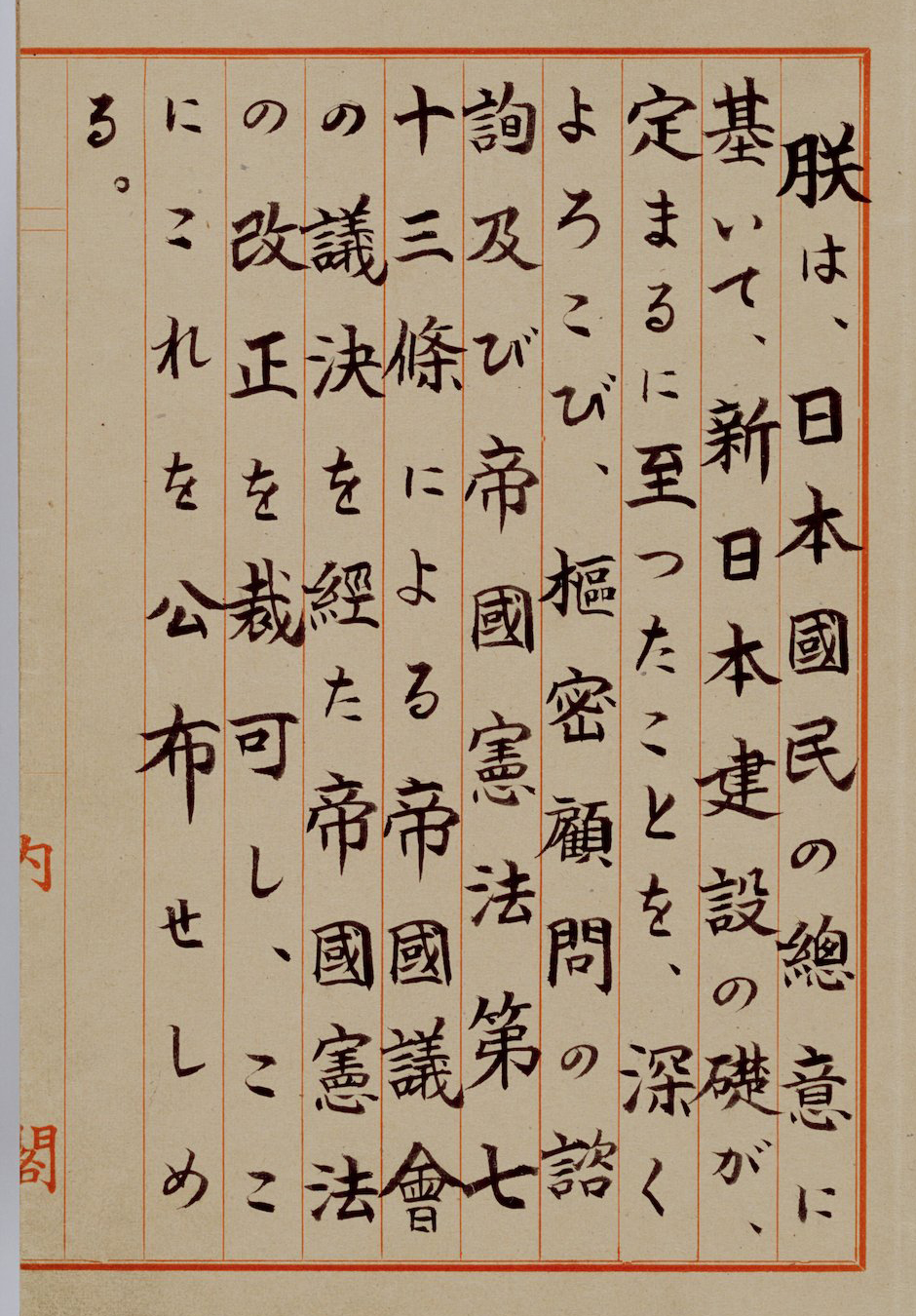
일본국 헌법 원본 첫페이지. 한자 및 가나가 혼용되어 있다.

현대 일본어는 한자를 중심으로 가나 문자가 혼용되는 표기(漢字仮名交じり文)가 표기에 사용되는 것이 일반적이다. 즉, 한자와 히라가나(옛 법령 등에서는 가타카나)를 섞어서 표기한다. 한자는 실질적인 의미를 나타내는 말에 사용되며, 히라가나는 주로 활용어미 또는 조동사, 조사를 표기하는데 사용된다. 한국어 등에서 한자어 표기에만 사용되는 것에 반해, 일본어에서는 고유어를 표기할 때도 사용되며, 외래어를 제외한 거의 대부분의 말에 사용된다. 심지어 외래어에서 왔음에도 불구하고 煙草, 合羽 등의 대항해시대 이래 유럽에서 들어온 어휘의 경우 한자로 표기되는 경우도 있다.
일본어를 문자로 표기하게 된 시기는, 5세기에서 6세기에 걸쳐 한자가 수입되면서 시작되었으며, 한자를 일본어의 발음을 표기하는데 이용된 만요가나 등이 만들어졌다. 이후, 한자의 초서체를 바탕으로 헤이안 시대 초기에 히라가나가, 한자의 일부를 따서 가타카나가 만들어졌다고 한다.

## 일본어의 한자 읽는 법
일본어에서는, 한자 한 글자에 여러 가지 다른 음이 있는 경우가 많다. 또한, 같은 발음을 가진 여러 한자가 있기도 하다. 일본어의 한자 읽는 법은 크게 음독(音読み)과 훈독(訓読み)의 두 종류로 나뉜다.

### 음독
음독(온요미)은 한자를 원 중국어에서 기원한 읽는 법에 따라 읽는 것을 말한다. (예: 流星)
일본어의 한자 음독은 오음(呉音), 한음(漢音), 당음(唐音) 등이 있으며, 이에 따르지 않는 관용적인 읽는 법도 존재한다.
오음은 5~6세기 경에 전해진 한자음으로, 통설에 의하면 중국의 육조시대 남부의 오(呉) 지역에서 또는 한반도를 거쳐 일본에 전해진 음이라고 하나, 이를 실증할 증거는 없고, 실제로는 불교 경전 등에서의 한음(漢音) 이전에 전해진 전통적인 읽는 법들을 통틀어 오음이라 불리기도 한다.
한음은 나라 시대에서 헤이안 시대에 걸쳐 당시 일본 지역에서 당나라로 파견된 견당사(遣唐使)를 갔다온 유학 승려가, 당의 수도인 장안에서 배워온 한자의 발음을 들여온 것이라 한다.
당음은, 가마쿠라 시대 및 무로마치 시대에 중국에 유학을 한 선승을 통해, 또는 민간 무역을 통해 들여온 일련의 읽는 법이다.
이들 음독 발음의 특징은, 원 한자의 발음이 1음절인 것이, 일본어에서는 2음절화된 것이 많다는 점이다. 원 한자의 발음이 폐쇄음([p][t][k]으로 끝나는 입성의 한자는, 일본어에서는 フ・ツ・チ・ク・キ 등으로 끝나는 발음이 되었다. 이 가운데 p에 해당하는 'フ'는 일본어의 ハ행전호 현상의 영향으로 'ウ'로 변화하거나 (集 : シフ→シュウ), 또는 촉음 'ッ', 'ツ'으로 정착되었다.(圧 : アフ→アツ) 연구개 비음 ŋ으로 끝나는 한자의 발음은 일본어에서는 'ウ', 'イ' 로 모음화가 되었다.(江(こう), 生(せい)) (당음에서는 'ン')
또한 고대 중국어에서는 청음(무성음과 탁음(유성음)의 대립과 함께 유기음과 무기음의 대립이 존재했었으나, 일본어에서는 유기음과 무기음이 없었던 관계로 실제 발음에 영향을 주지 않았으며, 성조 또한 일본어의 한자 발음에는 적용되지 않았다. 이런 현상이, 일본어에 동음이의어가 많이 나타는 결과로 나타났다.

### 훈독
일본어에서의 훈독(쿤요미)은 각각의 한자에 뜻하는 의미, 이미 존재하고 있던 일본어와 대응을 시켜, 읽는 법에 적용시킨 것이다. 중국어의 방언 또는 한국어에서도 훈독의 경우가 존재하나, 일본어에서는 많은 표기에 훈독이 존재한다.
애초에 '훈(訓)'은, 고전 등의 어려운 말을 알기 쉬운 말로 설명하거나, 고전 어휘를 현대어로 바꿔 쓰거나, 방언 등을 표준어로 설명하는 것을 의미하나, 일본어에서는, 외국어인 중국어를 일본어로 번역하는 과정에서, 한자에 대응하는 일본어 어휘가 한개 이상 여러개로 늘어나게 되며, 이윽고 한문을 훈독하는 관습과 맞물려, 한개의 한자에 대해 가능한 소수의 훈 읽기가 고착화되는 결과를 낳았다. 이 결과가 계속 발전하여 현대 일본어에서의 한자의 훈독 체계가 이루어졌다.
개중에는 일본에서만 통용되는 훈이 한자에 연결되는 경우도 존재한다. 일본어에서는 蛸를 たこ(문어)로, 椿를 つばき(동백나무)로, 沖를 おき(먼 바다)로 읽으나, 한국어 및 중국어에서는 전혀 다른 의미로 사용된다. 이런 식의 훈은, 동식물, 특히 물고기의 명칭에서 많이 보인다. 鮭 さけ、しゃけ[*]는 일본어로는 연어이나 원래는 복어를 뜻하는 한자이며, 鮎 あゆ[*]는 일본어에서는 은어를 뜻하나 본래는 메기의 의미이다. 이런 경우를 곳쿤(国訓)이라 분류하는 경우가 있다. 중국에서는 의미가 사라진 것(雫등)은 중국에선 사라진 의미가 일본에 남아있는 것일 가능성을 배제하지 못하므로 곳쿤의 범주에 속하지 않는다 보는 경우도 있다.

### 음독과 훈독의 혼용
일본어의 한자 표기에는 음독과 훈독이 한 단어 안에서 혼용되는 경우도 존재한다. 음독 + 훈독 순서로 읽는 경우를 주바코요미(重箱読み, 重 ジュウ(음) + 箱 ばこ(훈)), 훈독 + 음독 순서로 읽는 경우를 유토요미(湯桶読み, 湯 ゆ(뜻) + 桶 トウ(음))이라 부른다.
한편, 같은 한자 표기라 하더라도, 음독으로 읽느냐 훈독으로 읽느냐에 따라 달라지는 경우도 있다. 仮名이라고 썼을 때, 가명이라는 뜻이 되기도 하고(カメイ), 히라가나와 가타카나를 총칭하는 가나(カナ)가 되기도 한다.

### 오쿠리가나
일본어의 한자 표기는, 명사적 개념을 뜻하는 단어의 한자 표기에만 국한하지 않고, 동사, 형용사 등의 용언 표기 등에도 적용된다. 구체적으로는 동사 및 형용사의 뜻을 의미하는 한자가 표기되고, 그 뒤에 용언의 활용 형태가 히라가나로 뒤이어 표기되는 형태를 띠는데, 이때에 뒤에 붙는 가나 문자 부분을 오쿠리가나라고 한다.
- 예: 流れ星 (유성, 별똥별)에서 流れ)
- 예: 학교에 안간다 -> 学校へ行かない에서 行かない)

## 일본식 한자
일본에서 만들어진 일부 한자를 고쿠지(国字 또는 와세이칸지(和製漢字), 와지(和字)라고 한다. (한자를 사용하는 각 지역에서 자체적으로 한자가 만들어지는 현상은 한국, 중국, 특히 베트남의 쯔놈 등에서도 볼 수 있으나 여기서는 언급을 생략한다.) 고쿠지의 예로는 辻(네거리), 峠(고개 상), 畑(밭)과 같이 옛날에 만들어졌던 것과, 서양 문명의 영향을 받아 근대에 만들어진 膵, 腺, 瓩(킬로그램), 鞄 등이 있다. 주로 주로 음/훈 중에 훈만 가진 것들이 많은데, 働(일하다)와 같이 음과 훈을 가지는 것도 있으며, 鋲(압정), 鱇(아귀) 등과 같이 음만을 가지는 것도 있다.

## 신자체, 한자 제한
막말 이후, 일본어의 문자 개혁에 대해서는 여러 의논이 있었으며, 이 가운데 한자를 폐지하거나 제한을 두자는 것에 대해 논의가 있어왔다. 1923년에 선정된 상용한자를 시작으로, 1940년에 일본육군이 '兵器名称用制限漢字表'(병기명칭용제한한자표)를 결정, 일본군의 병기 명칭에 사용될 한자를 1235자로 제한했다. 1942년에는 일본의 국어심의회가, 각 부처 및 일반 사회에서 사용할 한자의 표준을 표시한 합계 2528자의 「표준한자표」를 답신했다.
그후 GHQ의 군정 체제 하의 1946년, 점령 방침으로써의 한자 폐지가 정부 결정되어, 폐지되기까지 당분간 사용할 한자로 1850자의 당용한자를 지정한 당용한자표(当用漢字表)가 고지되었다. 1949년에 고지된 당용한자자체표(当用漢字字体表)에 의해, 이른바 속자 또는 약자가 많이 채택된 신자체가 쓰여지게 되었다.
그러나 이 신자체는 자체의 간략화가 아닌, 한자 체계의 파괴라는 비판의 대상이 되었다. 예를 들어 竜(龍)과 襲(襲)과 滝(瀧), 仮(假)와 暇(暇), 独(獨)과 触(觸)과 濁(濁) 등, 애초에 같은 구성요소를 가지고 있으나 자체의 변화에 의해 별도의 구성요소처럼 보이게 되는 문제이다. 한편 당용한자에 준거한 필순을 편의상 통일한 881자의 교육한자가 제정되었다. (일본의 국어국자문제 참조)
현재에 이르러, 한자의 폐지는 없어졌으며, 상용한자는 전후 일본에 계속 적용되어 와, 현재는 2136자가 상용한자로 지정되어 있다. 이 가운데 교육 한자는 1006자이다.

## 한자 표기의 부가 기호
같은 한자를 반복해서 쓸 때, 々를 그 자리에 대신 써 주는데, 이를 오도리지라고 한다. 예를 들어, 'ひとびと(사람들)'에 해당하는 한자 표기는 '人人'인데, 人々로, ひび를 日々로 적는다.
오도리지는 가나에도 있는데, 히라가나일 경우 ゝ 또는 ゞ를 쓰고 가타카나일 경우 ヽ 또는 ヾ를 쓴다.

## 같이 보기
- 한국어 한자
- 조요칸지